# Lutz Jeskulke
Lutz Jeskulke (* 1956 oder 1957) ist ein deutscher Kriminaltechniker.

## Leben
Lutz Jeskulke arbeitet seit 1987 in der Kriminaltechnik. Zunächst bei der Transportpolizei tätig, wechselte er nach der Wiedervereinigung zur Landespolizei.
Ab 1996 begann er nebenberuflich für die Saxonia Media Filmproduktion zu arbeiten und beriet das Produktionsteam der Polizeiruf-110-Folgen um das Hallenser Kommissar-Duo Schmücke und Schneider bei den Dreharbeiten in kriminaltechnischen Fragen, das erste Mal in der 1996 gesendeten Folge Lauf oder stirb, dann erst wieder ab 2002. Ab 2007 erhielt Jeskulke in einigen Episoden auch eine kleine Nebenrolle als Spurensicherer mit gelegentlichen kurzen Dialogszenen. Jeskulke blieb dem MDR bis zum Ende der Schmücke/Schneider-Ära im Jahr 2013 als Berater und Darsteller erhalten.

## Filmografie
- Polizeiruf-110-Folgen:
  - 2007: Tod in der Bank
  - 2007: Verstoßen
  - 2007: Tod eines Fahnders
  - 2008: Wolfsmilch
  - 2008: Taximord
  - 2009: Fehlschuss
  - 2009: Der Tod und das Mädchen
  - 2009: Tod im Atelier
  - 2010: Schatten
  - 2010: Blutiges Geld
  - 2010: Risiko
  - 2011: Blutige Straße
  - 2012: Raubvögel
  - 2012: Bullenklatschen
  - 2013: Laufsteg in den Tod